# Håkan Algotsson
Håkan Algotsson (* 5. srpna 1965 ve Finje, Švédsko) je bývalý švédský hokejový brankář.

## Reprezentace
Jako třetí brankář se zúčastnil mistrovství světa 1992 v Československu, ze kterého vlastní zlatou medaili. Je také olympijským vítězem z her v Lillehameru 1994, kde plnil roli náhradního brankáře za Tommym Salem.
Statistika na velkých mezinárodních turnajích
| Rok  | Tým     | Událost | Z | Min. | IG | Pr.  | %    | ČK |
| ---- | ------- | ------- | - | ---- | -- | ---- | ---- | -- |
| 1992 | Švédsko | MS      | 0 | 0    | 0  | 0.00 | 0.0  | 0  |
| 1994 | Švédsko | OH      | 2 | 120  | 5  | 2.50 | 87.2 | 0  |

## Kariéra
Svému mateřskému klubu Tyringe SoSS pomohl v ročníku 1985/86 ze třetí do druhé ligy. O dva roky později přestoupil do Västra Frölunda HC, v té hned v první sezoně slavil postup do Elitserien. Ve Frölundě působil celou kariéru kromě sezony 1999/2000, kdy chytal německou ligu za Starbulls Rosenheim.
Aktivní kariéru ukončil v roce 2001. Později pracoval jako trenér brankářů u mládeže v klubu HC Göteborg.